# Freek Gehrels
Frederik (Freek) Gehrels (Amsterdam, 12 juli 1891 – aldaar, 21 november 1943) was een Nederlands voetballer en cricketspeler.

## Biografie
Freek Gehrels was de zoon van Willem Herman Fredrik Gehrels en Hinderkien Hajema. Zijn vader was conducteur bij het Amsterdamse Gemeentevervoerbedrijf en moeder had een kleine winkel in tabaksbenodigdheden. Hij trouwde op 28 maart 1918 met Helena Heinbergen en had twee kinderen. Zijn oudere broer Willem Gehrels was muziekpedagoog.
Hij speelde van 1915 tot 1917 bij AFC Ajax als verdediger. Van zijn debuut in het Tweede klasse op 11 april 1915 tegen AFC tot zijn laatste wedstrijd in het kampioenschap op 4 november 1917 tegen UVV speelde Gehrels in totaal 19 wedstrijden in het eerste elftal van Ajax.

## Statistieken
| Club  | Seizoen | Competitie | Competitie | Beker | Beker | Totaal | Totaal |
| Club  | Seizoen | Wed.       | Dlp.       | Wed.  | Dlp.  | Wed.   | Dlp.   |
| ----- | ------- | ---------- | ---------- | ----- | ----- | ------ | ------ |
| Ajax  | 1914/15 | 1          | 0          | 0     | 0     | 1      | 0      |
| Ajax  | 1915/16 | 14         | 0          | 0     | 0     | 14     | 0      |
| Ajax  | 1916/17 | 3          | 0          | 3     | 0     | 6      | 0      |
| Ajax  | 1917/18 | 1          | 0          | 0     | 0     | 1      | 0      |
| Total | Total   | 19*        | 0          | 3     | 0     | 22     | 0      |

- Alleen gegevens over het aantal competitieduels zijn bekend